# Oczko Hessego
Oczko Hessego – typ narządu wzroku zbudowany z komórek Hessego będących fotoreceptorami. Występujący u prymitywnych strunowców.